# Ravindu Laksiri
Ravindu Laksiri (* 28. März 1996 in Colombo) ist ein sri-lankischer Squashspieler.

## Karriere
Ravindu Laksiri spielte im März 2022 erstmals auf der PSA World Tour und gewann auf dieser bislang sieben Titel. Sein erster Titelgewinn gelang ihm Anfang Oktober 2022 in Dhaka, womit er der erste Spieler Sri Lankas wurde, der ein Turnier auf der World Tour gewann. In der Weltrangliste erreichte er am 11. September 2023 mit Rang 120 seine höchste Platzierung.
Die sri-lankische Nationalmannschaft vertrat er seit 2014 mehrfach bei Asienmeisterschaften im Einzel und mit der Mannschaft. 2014 erreichte er bei den Commonwealth Games in Glasgow scheiterte er im Einzel in der ersten Runde und kam auch im Mixed nicht über die Gruppenphase hinaus. Bei den Südasienspielen 2016 sicherte er sich mit der Mannschaft ebenso eine Bronzemedaille wie nochmals 2019. Dazwischen, im Jahr 2018, zog er bei den Commonwealth Games in Gold Coast in die zweite Runde der Einzelkonkurrenz ein, in der er gegen Greg Lobban ausschied. Im selben Jahr kam er bei den Asienspielen in Jakarta nicht über die erste Runde im Einzel hinaus. Bei den Weltmeisterschaften im Doppel im Jahr 2019 war für ihn und Shamil Wakeel nach der Vorrunde das Turnier beendet. Ein Jahr später war es bei den Commonwealth Games in Birmingham wieder Greg Lobban, an dem Laksiri in der zweiten Runde des Einzelwettbewerbs scheiterte. Im Doppel unterlagen er und Shamil Wakeel nach einem Auftakterfolg im anschließenden Achtelfinale der höher gesetzten australischen Paarung Rhys Dowling und Cameron Pilley. Im Mixed ereilte Laksiri jedoch mit Yeheni Kuruppu eine Auftaktniederlage. Bei den 2023 ausgetragenen Asienspielen 2022 in Hangzhou schied er im Einzel im Achtelfinale aus.
Von 2013 bis 2019 wurde Laksiri siebenmal in Folge sri-lankischer Landesmeister.

## Erfolge
- Gewonnene PSA-Titel: 7
- Südasienspiele: 2 × Bronze (Mannschaft 2016 und 2019)
- Sri-lankischer Landesmeister: 7 Titel (2013–2019)